# 아민타스 4세
아민타스 4세(Ἀμύντας Δ`)는 고대 마케도니아 왕국의 허수아비 군주(기원전 359년 재위)다.
그는 페르디카스 3세의 왕자였다. 그의 부왕이 기원전 359년 사망하자 갓난아기였던 그가 왕위를 계승하였다. 페르디카스의 형제 필리포스 2세는 그의 즉위와 동시에 태사와 집정관이었기 때문에 아민타스 4세는 허수아비에 불과했다.
결국 같은 해 필리포스 2세는 스스로를 왕으로 선언하고는, 어린 조카에게서 왕위를 찬탈하였다. 유아였던 아민타스는 필리포스가 위험하지 않다고 여겨졌다. 필리포스는 그에게 딸 키나네를 주었다. 기원전 336년 알렉산드로스 대왕이 왕위에 오르자 아민타스를 쓸모가 없어졌다고 판단해 알렉산더가 직접 처형했다.